# Trinity Palmetto Point
Trinity Palmetto Point is een van de veertien parishes van Saint Kitts en Nevis. Het ligt op het hoofdeiland Saint Kitts en de hoofdstad is Boyd's.

## Geschiedenis
Het gebied werd oorspronkelijk bewoond door Kalinago inheemsen. In 1624 en 1625 werden nederzetting gesticht door Engelse en Franse kolonisten. De relatie met de Kalingo geleid door Tegremond was vijandig. Het aantal kolonisten bleef toenemen en meer land werd ingenomen. In 1626 probeerde Tegremond inheemsen van de andere eilanden te verzamelen om de kolonisten te verdrijven, maar zijn plan werd verraden. De Engelsen en Fransen vielen de Kalingo gezamenlijk aan bij wat nu Bloody Point heet. Ongeveer 2.000 inheemsen werd vermoord. De slachting wordt de Kalinago genocide genoemd, en de rivier Bloody River.
In 1629 werd Saint Kitts veroverd door Spanje, en werden de Engelsen en Fransen verdreven. De Ieren en Schotten in Palmetto Point werden niet beschouwd als directe vijanden, en mochten naar Palmetto Point in Saba verhuizen.
In 1701 werd Fairview Great House gebouwd als huisvestiging van Franse officieren. Later werd het bewoond door James Stephens, de procureur-generaal van 1783 tot 1794. In de jaren 1960 was een hotel gevestigd, maar werd in de jaren 1990 verlaten. In 2008 werd het gerestaureerd en is in gebruik als appartementencomplex, restaurant en heeft een botanische tuin.
Challengers was oorspronkelijk een plantage. In 1840 was de eigenaar John Challengers. Waarschijnlijk omdat hij financiële moeilijkheden had, verkocht en verhuurde hij kavels aan landarbeiders, en verrees een kleine dorpje. In 1848 werd de slavernij afgeschaft, en Challengers verkocht tussen 1848 en 1849 zijn land aan zijn vijf voormalige slaven en zijn zuster. De motivatie was waarschijnlijk schulden, maar Challengers werd het eerste vrije dorp van Saint Kitts.
Saint Kitts: Christ Church Nichola Town · Saint Anne Sandy Point · Saint George Basseterre · Saint John Capisterre · Saint Mary Cayon · Saint Paul Capisterre · Saint Peter Basseterre · Saint Thomas Middle Island · Trinity Palmetto Point

Nevis: Saint George Gingerland · Saint James Windward · Saint John Figtree · Saint Paul Charlestown · Saint Thomas Lowland